# Hyalosynnema multiseptatum
Hyalosynnema multiseptatum är en svampart som beskrevs av Matsush. 1975. Hyalosynnema multiseptatum ingår i släktet Hyalosynnema, divisionen sporsäcksvampar och riket svampar.   Inga underarter finns listade i Catalogue of Life.